# América Scarfò
América Josefina Scarfò (Buenos Aires, 1913 – Buenos Aires, 26 agosto 2006) è stata un'anarchica argentina di origini italiane.

## Biografia
America Josefina Scarfò detta "Fina", italoargentina di origine calabrese, compagna del rivoluzionario anarchico Severino Di Giovanni, nata a Buenos Aires nel 1913, ivi morta il 26 agosto 2006.

## Figura Romantica
La sua figura romantica è molto nota negli ambienti anarchici. Sorella di Paulino e Alejandro Scarfò, anarchici e compagni di lotta di Severino Di Giovanni, si innamorò a 15 anni di costui e ne condivise le sorti fino alla fucilazione avvenuta il 1º febbraio 1931. La stessa sorte ebbe il giorno seguente il fratello Paulino Orlando Scarfò. Restata sola, in un mondo assolutamente nemico, continuò a mantenere viva la memoria dei suoi cari e avuto notizia, negli anni settanta, che la polizia federale argentina era ancora in possesso delle lettere d'amore che Severino Di Giovanni le aveva scritto, intraprese una lunga lotta con la stessa al fine di ottenerne la restituzione, che finalmente ottenne durante il governo di Carlos Saúl Menem.